# Institut für Hochschulstudien Fafe
Das Institut für Hochschulstudien Fafe (port.: Instituto de Estudos Superiores de Fafe) ist eine private Universität Portugals mit Sitz in der Stadt Fafe.

## Geschichte
Das Institut entstand 1985 als Lehrerausbildungsstätte. Im Rahmen des Bologna-Prozesses wurde das Institut 2009 zur Universität erhoben.

## Fakultäten
- Fakultät Pädagogik
- Fakultät Technik (Informatik, Touristik, Management)

## Partnerschaften
Erasmuspartnerschaften bestehen mit:
- Marmara-Universität Istanbul
- Universität Liepāja in Liepāja
- Aurel Vlaicu Universität in Arad